# Lleó covard
El lleó covard és un personatge de El màgic d'Oz que ha passat a la cultura popular. Contràriament al tòpic que fa del lleó el rei de la selva i, per tant, un emblema de coratge i fortalesa, aquest lleó és un animal poruc que demana que la màgia li restauri el valor, sense adonar-se que el conté al seu interior, com demostra en situacions adverses. Té un paper còmic a la novel·la i adaptacions posteriors, pel contrast entre la imatge que tenen els desconeguts d'ell (una bèstia ferotge) i el terror que ell sent. Igualment, com els altres acompanyants de Dorothy, té un paper tendre perquè mostra febleses pròpies dels humans, en una faula inversa.
Apareix a diverses seqüeles de la novel·la original i a altres obres que usen el seu imaginari, com Wicked. En aquestes continuacions s'explota el tòpic humorístic de situacions que causen por irracional o bé s'explica el context que origina la seva covardia.